# Лама-Моконьо
Лама-Моконьо (итал. Lama Mocogno) —  коммуна в Италии, располагается в регионе Эмилия-Романья, подчиняется административному центру Модена.
Расположена примерно в 50 километрах к юго-западу от Болоньи и примерно в 40 километрах к юго-западу от Модены. Население составляет 3021 человек, плотность населения составляет 48 чел./км². Занимает площадь 63 км². Почтовый индекс — 41023. Телефонный код — 0536.